# VRT
50°51′10″ пн. ш. 4°24′06″ сх. д. / 50.852777777778° пн. ш. 4.4016666666667° сх. д.
Vlaamse Radio- en Televisieomroeporganisatie, скорочено VRT — один із національних суспільних мовників фламандської спільноти Бельгії. Його аналогом у французькому співтоваристві Бельгії є франкомовний RTBF (Radio-télévision belge de la Communauté française), а в німецькомовному — BRF (Belgischer Rundfunk).
VRT керує шістьма телевізійними каналами (VRT 1, VRT Canvas, Ketnet, Sporza, VRT NWS і VRT MAX) разом із кількома радіоканалами, зокрема Radio 1 (Бельгія), Radio 2 (Бельгія), Klara, Studio Brussel і MNM.

## Історія
VRT є спадкоємцем низки організацій. Бельгійський національний інститут радіомовлення був заснований 1930 року та проіснував до 1960 року. Потім він став Belgische Radio- en Televisieomroep (BRT) у 1960 році та був Belgische Radio- en Televisieomroep Nederlandstalige Uitzendingen (BRTN) з 1991 до 1998 року[джерело?].
NIR/INR і BRT (фр. Radio-Télévision Belge; RTB) були окремими державними компаніями з окремими нідерландсько- та франкомовними відділами виробництва. Вони розміщувалися в будівлі Фладжі, також відомій як будинок радіо, з 1938 до 1974 року, коли будівля стала занадто малою. Однак у 1977 році в рамках поточної державної реформи в Бельгії, мовлення стало зарезервованим для мовних спільнот, а не національних урядів. Відповідно, BRT/RTB пішли різними шляхами. У той час як колишня французька частина змінила свою назву на RTBF, нідерландська зберегла назву BRT, поки не стала BRTN у 1991 році. Однак обидва мовники ділять виробничі потужності на Огюста Реєрслаана в Брюсселі[джерело?].
Остаточне перейменування VRT відбулося 1 січня 1998 року після зміни юридичного статусу організації. 16 квітня 1997 року вона перетворилася на державну корпорацію (NV van publiek recht), яка була частиною напівдержавного утворення (за бельгійською термінологією — parastatale)[джерело?].
Як спадкоємці NIR/INR, VRT та RTBF поділяють бельгійське членство в Європейській мовній спілці (EBU) та були одним із її 23 членів-засновників.

## Логопити

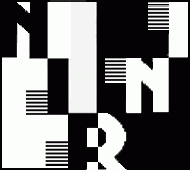
NIR лого (1953–1960)
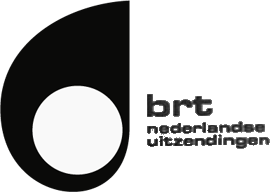
Третій і старший логотип VRT, який використовувався з 1967 до 1979 року[6].
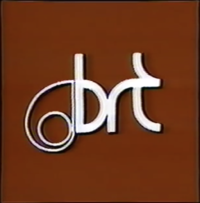
BRT лого (1979–1991)
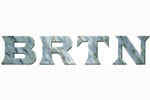
BRTN лого (1991–1998)
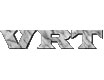
VRT лого (1998–2002)
Шостий логотип VRT (7 січня 2002 – 21 червня 2017).
Сьомий логотип VRT (22 червня 2017 – липень 2021).
Восьмий логотип VRT (липень 2021 – 29 серпня 2022).
Дев’ятий, актуальний логотип VRT з 29 серпня 2022 року.